# Jean-Christophe Devaux
Pour les articles homonymes, voir Devaux.
Jean-Christophe Devaux, né le 16 mai 1975 à Lyon, est un joueur de football français. Sa carrière de joueur débute à l'Olympique lyonnais et s'est notamment poursuivie au RC Strasbourg, club avec lequel il remporte une Coupe de France et une Coupe de la Ligue. Après sa carrière de joueur il devient entraîneur. Il a en particulier entraîné Ain Sud Foot et l'AS Lyon-Duchère.

## Le joueur professionnel
Jean-Christophe Devaux commence le football vers cinq ans, à Thil, avant de rapidement jouer à l'Olympique lyonnais où il effectue toute sa formation de jeune footballeur jusqu'à la victoire en Coupe Gambardella en 1994. Il intègre le groupe professionnel de l'OL dès la saison suivante, participant d'abord à des matches de coupe de l'UEFA : dès son troisième match, il marque contre la Lazio de Rome. Il joue régulièrement en club jusqu'à 1997 et sa blessure au tendon au retour de compétitions en sélection. Cette blessure marque un coup d'arrêt dans sa carrière ; en effet, il ne reprendra réellement la compétition qu'en 1999. Après quatre mois au Servette de Genève, il signe à Strasbourg où il reste sept saisons et où il gagne la Coupe de France 2001 et la Coupe de la Ligue 2005. En finale de cette dernière compétition, il est d'ailleurs l'auteur du coup franc décisif,. Il termine sa carrière professionnelle au Stade de Reims avant de s'orienter vers le football amateur à partir de la saison 2009-2010.

### Sélections nationales
Il est international espoirs français participant notamment aux Jeux méditerranéens de 1997. Il a également été international militaire : il a ainsi obtenu une médaille de bronze à la coupe du monde de football militaire 1997 organisée en Iran.
Sa grand-mère Janina Przwara étant polonaise, il a demandé en 2005 à bénéficier également de cette nationalité, mais il n'a jamais été sélectionné en équipe de Pologne.
Après sa carrière professionnelle, Jean-Christophe Devaux a également fait partie de l'équipe de France de football de plage,.

## L'entraîneur
En fin de carrière, il évolue à partir de 2009 au poste de défenseur à Ain Sud Foot, à Saint-Maurice-de-Beynost en ligue Rhône-Alpes. En 2010, il devient également l'entraîneur du club. Il parvient à faire monter le club de DHR à la DH à l'issue de la saison 2011-2012. La saison suivante, en 2012-2013, Ain Sud Foot termine second avec 84 points à un seul point du premier, le FC Bourgoin-Jallieu. Ain Sud Foot rate donc de peu l'accession à la CFA2. À l'issue de cette saison, il quitte Ain Sud Foot et part entraîner l'AS Lyon-Duchère. Fin janvier 2014, après sept mois passés au club, celui-ci annonce qu'il se sépare de Jean-Christophe Devaux,,. En août 2014, il devient l'entraîneur du FCRD Quincieux (Football Club Rive Droite).
Début novembre 2023, le club d'Ain Sud annonce l'arrivée de Jean-Christophe Devaux, en renfort de l'entraîneur Samir Retbi, alors que le club est dernier de son groupe de National 3.

## Palmarès du joueur
- Olympique lyonnais
  - Vainqueur de la Coupe Gambardella 1994.
  - Vainqueur de la Coupe Intertoto 1997.

- RC Strasbourg
  - Vainqueur de la Coupe de France 2001.
  - Vice-champion de France de Ligue 2 en 2002.
  - Vainqueur de la Coupe de la Ligue 2005.

- Équipe de France militaire
  -  médaille de bronze à la coupe du monde de football militaire 1997 organisée en Iran.

## Bilan des matchs joués
Le bilan comptable des matchs joués s'établit ainsi :
- 172 matchs en Division 1 ;
- 63 matchs en Division 2 ;
- 12 matchs en Coupe de l'UEFA et un but (contre la Lazio de Rome) ;
- 1 match de Ligue des Champions : les 90 minutes du match à domicile (0-1) du tour préliminaire contre le NK Maribor[18].